# Astrazione lirica
L'astrazione lirica è una delle due tendenze correlate ma distinte nella pittura modernista del dopoguerra, ovvero l'abstraction lyrique europea, descritta per la prima volta da Jean José Marchand nel 1947 e appartenente alla corrente Tachisme, e la Lyrical Abstraction, un movimento statunitense descritto da Larry Aldrich nel 1969.

## Origini
L'uso comune del termine "astrazione lirica" si riferisce alla tendenza che accomunava i dipinti realizzati in Europa dopo il 1945 da esponenti come Wols, Gérard Schneider, Hans Hartung o Georges Mathieu, le cui opere rispecchiavano i canoni dell'espressionismo astratto americano contemporaneo. Verso la fine degli anni quaranta, Paul Jenkins, Norman Bluhm, Sam Francis, Jules Olitski, Joan Mitchell, Ellsworth Kelly e molti altri artisti americani vivevano e lavoravano anche a Parigi e in altre città europee. Con l'eccezione di Kelly, tutti questi artisti maturarono le loro concezioni di astrazione pittorica che furono classificate con diversi termini fra cui "astrazione lirica", "Tachisme", "color field", "nuagisme" ed "espressionismo astratto".
Il movimento artistico abstraction lyrique nacque a Parigi al termine della seconda guerra mondiale. All'epoca, la vita artistica a Parigi, che era stata precedentemente interrotta dall'occupazione e dalla collaborazione, riprese con la Liberazione di Parigi alla metà del 1944. Secondo le nuove forme di astrazione che caratterizzarono alcuni artisti, il movimento fu nominato dal critico d'arte Jean José Marchand e dal pittore Georges Mathieu, nel 1947. Alcuni critici d'arte considerarono questo movimento un tentativo di ripristinare l'immagine di Parigi artistica, che aveva tenuto il rango di capitale delle arti fino allo scoppio della guerra. L'astrazione lirica rappresentò anche una competizione tra la Scuola di Parigi e la New York School dell'espressionismo astratto rappresentata da Jackson Pollock, Willem de Kooning e Mark Rothko, che furono anche promossi dalle autorità americane dall'inizio degli anni cinquanta.
L'astrazione lirica si opponeva non solo ai movimenti cubisti e surrealisti che l'avevano preceduta, ma anche all'astrattismo geometrico. L'astrazione lirica fu, in qualche modo, la prima ad applicare le lezioni di Wassily Kandinsky, considerato uno dei padri dell'astrattismo. Per gli artisti, l'astrazione lirica rappresentava un'apertura verso l'espressione personale.
Infine, alla fine degli anni sessanta (in parte come risposta all'arte minimalista, e alle interpretazioni dogmatiche di alcuni al formalismo di Clement Greenberg e Donald Judd), molti pittori reintrodussero le opzioni pittoriche nelle loro opere e il Whitney Museum e molti altri musei e istituzioni nel tempo identificarono e nominarono il movimento e il ritorno senza compromessi all'astrazione pittorica considerandola "astrazione lirica".

## L'abstraction lyriqueeuropea
Subito dopo la seconda guerra mondiale, molti artisti tornarono a Parigi fra cui Nicolas de Staël, Serge Poliakoff e André Lanskoy dalla Russia; Hans Hartung e Wols dalla Germania; Árpád Szenes, Endre Rozsda e Simon Hantaï dall'Ungheria; Alexandre Istrati dalla Romania; Jean-Paul Riopelle dal Canada; Vieira da Silva dal Portogallo; Gérard Ernest Schneider dalla Svizzera; Luis Feito dalla Spagna; Bram van Velde dai Paesi Bassi; Albert Bitran dalla Turchia; Zao Wou-Ki dalla Cina; Kumi Sugai dal Giappone; Sam Francis, John Franklin Koenig, Jack Youngerman e Paul Jenkins dagli Stati Uniti. Questi e molti altri appartenevano agli "astrazionisti lirici" con i francesi che comprendevano Pierre Soulages, Jean-Michel Coulon, Jean René Bazaine, Jean Le Moal, Gustave Singier, Alfred Manessier, Roger Bissière, Pierre Tal-Coat e Jean Messagier.
L'astrazione lirica si opponeva non solo a ciò che era rimasto dell'Ecole de Paris di stile prebellico, ma anche al cubismo e al surrealismo che l'avevano preceduta e all'astrazione geometrica. Per gli artisti in Francia, l'astrazione lirica rappresentava un'apertura verso l'espressione personale. In Belgio, Louis Van Lint rappresentò un notevole esempio di artista che, dopo essersi cimentato brevemente nell'astrazione geometrica, è passato a un'astrazione lirica di cui divenne un celebre proponente.
Vennero tenute molte mostre dedicate ad astrattisti lirici a Parigi, ad esempio nelle gallerie Arnaud, Drouin, Jeanne Bucher, Louis Carré, Galerie de France, e ogni anno al Salon des Réalités Nouvelles e al Salon de Mai. Alla galleria Drouin vennero esposte le opere di Jean Le Moal, Gustave Singier, Alfred Manessier, Roger Bissière, Wols e altri. Importanti furono due mostre tenute da Georges Mathieu, ovvero L'Imaginaire nel 1947 che venne allestita al Palais du Luxembourg, che avrebbe preferito nominare abstraction lyrique per imporre il nome di tale corrente, e HWPSMTB del 1948, dedicata ad opere di Hans Hartung, Wols, Francis Picabia, François Stahly, Georges Mathieu, Michel Tapié e Camille Bryen.
Nel marzo del 1951 venne tenuta nella galleria Nina Dausset Véhémences confrontées la più grande mostra degli esponenti della abstraction lyrique. In quell'occasione vennero mostrate, per la prima volta, dipinti di artisti francesi e statunitensi di entrambe le scuole astrazioniste. Venne organizzata dal critico Michel Tapié, che ebbe un ruolo di primaria importanza nella difesa del movimento. In seguito a questi eventi, Tapié decretò che «l'astrazione lirica è nata». Tuttavia, la popolarità dell'astrazione lirica francese ebbe breve durata e venne soppiantata nel 1957 dal Nouveau Réalisme di Pierre Restany e Yves Klein.
A partire dal 1970, questo movimento venne rianimato da una nuova generazione di artisti nati durante o subito dopo la seconda guerra mondiale. Tra i suoi principali promotori figurano Paul Kallos, Georges Romathier, Michelle Desterac e Thibaut de Reimpré.

## LaLyrical Abstractionstatunitense

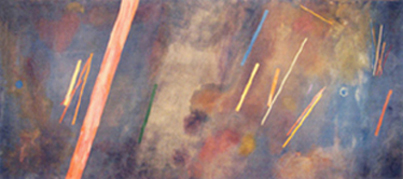
For William Blake (2002) di Ronnie Landfield

Il termine Lyrical Abstraction è un termine che venne usato per la prima volta da Larry Aldrich (il fondatore del Aldrich Contemporary Art Museum, di Ridgefield) nel 1969 per descrivere ciò che Aldrich ha detto di aver visto negli studi di molti artisti in quel momento.
L'American Lyrical Abstraction fu un movimento artistico emerso a New York, Los Angeles, Washington, e successivamente a Toronto e Londra negli anni sessanta/70. Caratterizzato da una gestione intuitiva e libera della vernice, dell'espressione spontanea, dello spazio illusivo, della colorazione acrilica, del processo, di immagini occasionali e di altre tecniche tecnologiche pittoriche più recenti. La Lyrical Abstraction gettò un ponte fra il minimalismo pittorico e un nuovo espressionismo più libero. I pittori che reagirono direttamente contro la predominanza del formalismo, del minimalismo, della pop art e agli stili di astrazione geometrica degli anni sessanta, si rivolsero a nuovi stili di pittura sperimentale, libera, pittorica, espressiva, pittorica e astratta. Molti di loro erano stati minimalisti, lavorando con vari stili monocromatici e geometrici, e i cui dipinti si sono evoluti pubblicamente in nuovi motivi pittorici astratti. L'astrazione lirica americana è collegata nello spirito all'espressionismo astratto, alla pittura a colori e al Tachisme europeo degli anni quaranta e cinquanta. Il Tachisme si riferisce allo stile francese della pittura astratta del periodo 1945-1960. Molto vicino alla cosiddetta Art Informel, il Tachisme rappresenta l'equivalente europeo dell'espressionismo astratto.

Secondo quanto riporta la descrizione di una mostra sull'astrazionismo che ha avuto luogo al Sheldon Museum of Art:

Un'altra descrizione di una mostra allestita al Boca Raton Museum of Art affermava:
Per molti anni, il termine Lyrical Abstraction fu un peggiorativo, che colpì negativamente quegli artisti le cui opere erano associate a quel nome. Nel 1989 il professore di storia dell'arte dell'università di Union Daniel Robbins, osservò che Lyrical Abstraction era il termine usato alla fine degli anni sessanta per descrivere il ritorno all'espressività pittorica dei pittori di tutto il paese e "di conseguenza", disse Robbins, "il termine dovrebbe essere usato oggi perché ha una credibilità storica".